# 젠차노디로마
젠차노디로마(이탈리아어: Genzano di Roma)는 이탈리아 라치오주 로마현에 위치한 코무네다. 로마로부터 29km 거리에 있다.

## 역사
젠차노의 본래 이름에 대해서는 아직까지 논쟁 상태다. 한 가지 가설에 따르면, 언덕에서 네미 호수가 보이는 도시가 디아나 여신에게 받쳐진 도시였기 때문에 유래했다는 가설과 젠티아니(Gentiani) 가문과 관련된 기원이다. 다른 이들은 언덕위에 트리부스나 디아나를 추종하는 일족들이 도시의 시초자들이고 "Castrum Gentianum"에서 젠차노가 유래했다고 한다. 로마 시대에 깨끗한 공기와 오염되지 않은 물, 시원한 온도에 살기 원하던 부유한 시민들이 더운 여름달에 거주하기도 하였다. 그래서 많은 로마시대의 저택들이 주변에서 발견되었다. 그중 안토니니의 저택은 후기 로마의 황제 안토니누스 피우스가 태어난곳이기도 하다. 이곳에서 발견된 석관(Herculean Sarcophagus of Genzano)이 대영박물관에서 소장되고있다.

## 인피오라타 축제
매년 6월마다 종교축제인 인피오라타(Infiorata) 축제가 열린다. 모든 거리가 종교적 내용을 묘사한 꽃 카페트가 깔리며, 그곳에서 여성들이 전통복장과 마스크를 한채로 퍼레이드를 펼친다.

## 자매 도시
- 프랑스 샤티용
- 독일 메르제부르크
- 폴란드 모코투프